# James Tien
James Tien Chun (en chino, 田俊) (28 de mayo de 1942) es un actor de Hong Kong nacido en Cantón, China. Ha aparecido en alrededor de 70 películas, sobre todo del cine de acción de Hong Kong. Ha participado en películas de acción de grandes estrellas de las artes marciales, incluyéndose en las de Bruce Lee, Jackie Chan y Sammo Hung. Solía interpretar el papel de villano o de actor secundario. Se retiró de la industria del cine de Hong Kong en el año 2000.

## Biografía
Nacido en el Xian de Chao'an, Cantón, James Tien se mudó con su familia a Hong Kong en 1958. Estudió en la Escuela de Opera Fu Sheng en Taipéi, Taiwán, junto con Angela Mao y Philip Kwok.
Su carrera como actor empezó a finales de los 60, cuando se unió a la compañía cinematográfica Shaw Brothers Studio. Su primer papel de importancia lo obtuvo en la película Raw Courage en 1969, dirigida por Lo Wei. Después de participar en algunas otras películas de los Hermanos Shaw, se trasladó a la compañía Golden Harvest, donde hizo el papel del primo de Bruce Lee en la película The Big Boss (1971), papel que fue seguido por otro en la posterior película de Lee Fist of Fury. Originalmente iba a tener un papel coestelar en Game of Death, pero este se aminoró después de la muerte de Lee en 1973.
En 1976 trabajó en la película Hand of Death de John Woo, película en la que Sammo Hung, Jackie Chan y Yuen Biao realizaron sus primeras actuaciones. Un año después apareció en el debut de Sammo Hung como director, titulado The Iron-Fisted Monk. A partir de entonces trabajó en varias películas de los tres actores mencionados y en la Compañía Golden Harvest, a menudo haciendo el papel de villano. Actuó conjuntamente con Jackie Chan en Spiritual Kung Fu (1978), The Fearless Hyena (1979) y Dragon Fist (1979). Sus actuaciones con Yuen Biao incluyen The Prodigal Son (1982), Rosa (1986) y Righting Wrongs (1986). Apareció en películas de Sammo Hung tales como Millionaire's Express (1986) Eastern Condors (1986) y The Gambling Ghost (1991).
Tien participó en muchas películas donde los tres antes mencionados eran también protagonistas: Winners and Sinners (1983), My Lucky Stars (1985) y Dragons Forever (1988).
Al final de su carrera, apareció junto con Andy Lau en Lee Rock y Lee Rock 2 (ambas de 1991). Su último rol como actor lo hizo en la película How to Meet the Lucky Stars (1996), después de la cual se retiró del mundo del cine.

## Filmografía
- 1968: That Fiery Girl
- 1969: Raw Courage
- 1969: The Golden Sword
- 1970: Brothers Five
- 1970: Der Kampf um die Todessiegel
- 1970: A Taste of Cold Steel
- 1970: The Iron Buddha
- 1970: The Eagle's Claw
- 1971: Die Todesfaust des Cheng Li
- 1971: Vengeance of a Snow Girl
- 1971: The Crimson Charm
- 1971: The Blade Spares None
- 1971: The Big Boss
- 1971: The Chase
- 1971: The Eunuch
- 1972: Todesgrüße aus Shanghai
- 1972: Fist of Fury
- 1972: Game of Death 1972 Bruce Lee's Original Cut
- 1973: The Fighter - Flucht ins Chaos
- 1973: None but the Brave
- 1973: A Man Called Tiger
- 1973: Thunderbolt
- 1973: The Tattoed Dragon
- 1974: Naughty! Naughty!
- 1974: Shaolin Boxers
- 1975: The Dragon Tamers
- 1975: All in the Family
- 1975: The Bedevilled
- 1975: The Last Message
- 1975: The Seven Coffins
- 1975: My Wacky, Wacky World
- 1976: Hand of Death
- 1977: Shaolin - Bruderschaft der schwarzen Spinne
- 1977: The Iron-Fisted Monk
- 1977: The Shaolin Plot
- 1978: Mein letzter Kampf
- 1978: Meister aller Klassen 2
- 1978: Master of Death
- 1978: Naked Comes the Huntress
- 1979: Dragon Hero
- 1979: Zwei Schlitzohren in der Knochenmühle
- 1979: Bone Crushing Kid
- 1979: Immortal Warriors
- 1980: Karate Bomber
- 1981: Die Todesfaust des kleinen Drachen
- 1982: Carry on Pickpocket
- 1983: Superfighter 2
- 1983: Winners and Sinners
- 1984: Owl vs. Bumbo
- 1984: The Return of Pom Pom
- 1985: Ultra Force 2
- 1985: Tokyo Powerman
- 1985: Powerman 3
- 1986: Shanghai Police - Die wüsteste Truppe der Welt
- 1986: Lucky Stars Go Places
- 1986: Mr. Vampire 2
- 1986: Roas
- 1987: Tage des Terrors
- 1987: My Cousin, the Ghost
- 1988: Action Hunter
- 1988: Hero of Tomorrow
- 1988: Last Eunuch in China
- 1989: Burning Sensation
- 1990: Pantyhose Hero
- 1990: The Nocturnal Demon
- 1991: Lee Rock
- 1991: Gambling Ghost
- 1991: Money Maker
- 1993: Blade of Fury
- 1996: How to Meet the Lucky Stars